# Antonio Rossi Vaccari
Antonio Rossi Vaccari (* 12. Dezember 1808 in Rom; † 22. November 1874 ebenda) war ein italienischer Kurienbischof.

## Leben
Das Sakrament der Priesterweihe empfing der Sohn von Giuseppe Rossi Vaccari am 8. September 1831, danach wurde er Kanoniker der Lateranbasilika. Um 1840 trat er in den Dienst der Kurie und wurde 1844 Hausprälat Seiner Heiligkeit. Papst Gregor XVI. berief ihn 1845 in die päpstliche Güterverwaltung. 14 Jahre später ernannte Papst Pius IX. ihn zum Auditor des Kardinalkämmerers. Am 25. Juni 1866 wurde Antonio Rossi Vaccari zum Titularerzbischof von Colossae ernannt. Die Bischofsweihe spendete ihm am 1. Juli desselben Jahres der Kardinalbischof von Albano, Lodovico Altieri; Mitkonsekratoren waren Erzbischof Pietro de Villanova Castellacci und Erzbischof Salvatore Nobili Vitelleschi, Bischof von Osimo und Cingoli. Antonio Rossi Vaccari war Konzilsvater des Ersten Vatikanischen Konzils (1869–1870). Er starb als Dekan des Kapitels der Lateranbasilika.